# 동부중학교 축구부
동부중학교 축구부는 경상남도 거제시에 위치한 동부중학교의 축구부이다. 동부중학교가 운영하는 축구부로 2012년에 창단하였다.

## 같이 보기
- 동부중학교